# Powiat kamionecki (II Rzeczpospolita)
Powiat kamionecki – powiat województwa tarnopolskiego II Rzeczypospolitej. Jego siedzibą było miasto Kamionka Strumiłowa. 1 sierpnia 1934 r. dokonano nowego podziału powiatu na gminy wiejskie.
W 1936 ukazała się monografia pt. Powiat Kamionka Strumiłowa, autorstwa Bronisława Falińskiego.

## Gminy wiejskie w 1934
- gmina Dobrotwór
- gmina Kamionka Strumiłowa
- gmina Nieznanów
- gmina Grabowa
- gmina Busk
- gmina Milatyn Nowy
- gmina Żelechów Wielki
- gmina Dziedziłów

## Miasta
- Kamionka Strumiłowa
- Busk

## Starostowie
- Feliks Chmielowski (–1923)[3]
- Franciszek Pieniążkiewicz (kierownik, starostwa 1925-1929)[4][5]
- Robert Kulpiński (1929–)
- Franciszek Prączkowski (1937–)[6]